# Koriander
Koriánder (znanstveno ime Coriandrum sativum) je enoletna začimbna rastlina, ki zraste 50 do 60 cm visoko. Cvete v belih ali bledo rdečkastih kobulih. Rastlina je mehka in rahlo gnilega vonja. Listi imajo različno velikost, so široko loputasti pri dnu rastline in manjši ter pernati višje na rastlinskem steblu. Cvetovi so v malih kobulih, nesimetrične oblike. Cvetni listi, ki so usmerjeni od središča kobula so dolgi od 5 do 6 mm, tisti, ki pa so usmerjeni proti središču kobula, so dolgi le 1 do 3 mm. Plod je oblaste oblike, suh in njegov premer je 3 do 5 mm.
Ime koriander izhaja iz latinske besede coriandrum, ki jo je prvi omenjal Plinij starejši. Latinska beseda izhaja iz grške besede corys, kar pomeni posteljna stenica in -ander, podoben. Nanaša se na domnevno podobnost vonja zmečkanih listov z izrazitim vonjem stenic, ki ga danes v dobi insekticidov skoraj ne poznamo več.
Užitni so vsi deli rastline. Pri kuhanju se uporabljajo največ zreli listi in zrela ter posušena semena. 
Koriander je ena najstarejših začimb, mnenja o njem so bila v preteklosti deljena. Zdravniki so od antike do srednjega veka svarili pred preobilnim uživanjem koriandra, ker naj bi povzročal nespamet. Kljub temu sodi koriander med zelo priljubljene začimbe na Orientu, Sredozemlju, Južni Aziji, Latinski Ameriki, Kitajskem, Afriki in Jugovzhodni Aziji. Koriander raste v jugozahodni Aziji in Severni Afriki.
Koriander dodajamo v:
- jedi iz svinjine
- nadev za perutnino
- korenje, zelje, ohrovt in rdečo peso (tudi pri vlaganju)
- nekatera peciva
- večino curryjev

Koriandrovi listi imajo drugačen okus kot semena. Okus je podoben peteršilju, vendar je sočnejši s citrusovim priokusom. Nekateri opredeljujejo njihov okus kot neprijeten, sladkoben in celo smrdljivega vonja. Menijo, da je okus pogojen genetsko, vendar to dejstvo ni v celoti raziskano.
Sveži listi so sestavni del mnogih vietnamskih jedi, azijskega vloženega začinjenega sadja in mehiških sals ter guacamol. Nasekljane liste uporabljajo tudi kot dodatek jedem kot je sal in mnogo curryjev. Ker toplota hitro uniči njihov okus, se koriadnrovi listi uporabljajo pogosto surovi ali pa jih dodajajo pred razdelitvijo jedi. Po mnogih indijskih in srednjeazijskih receptih pa se koriandrovi listi uporabljajo na veliko in se kuhajo skupaj z omakami.